# Echipa de Aur a Ungariei

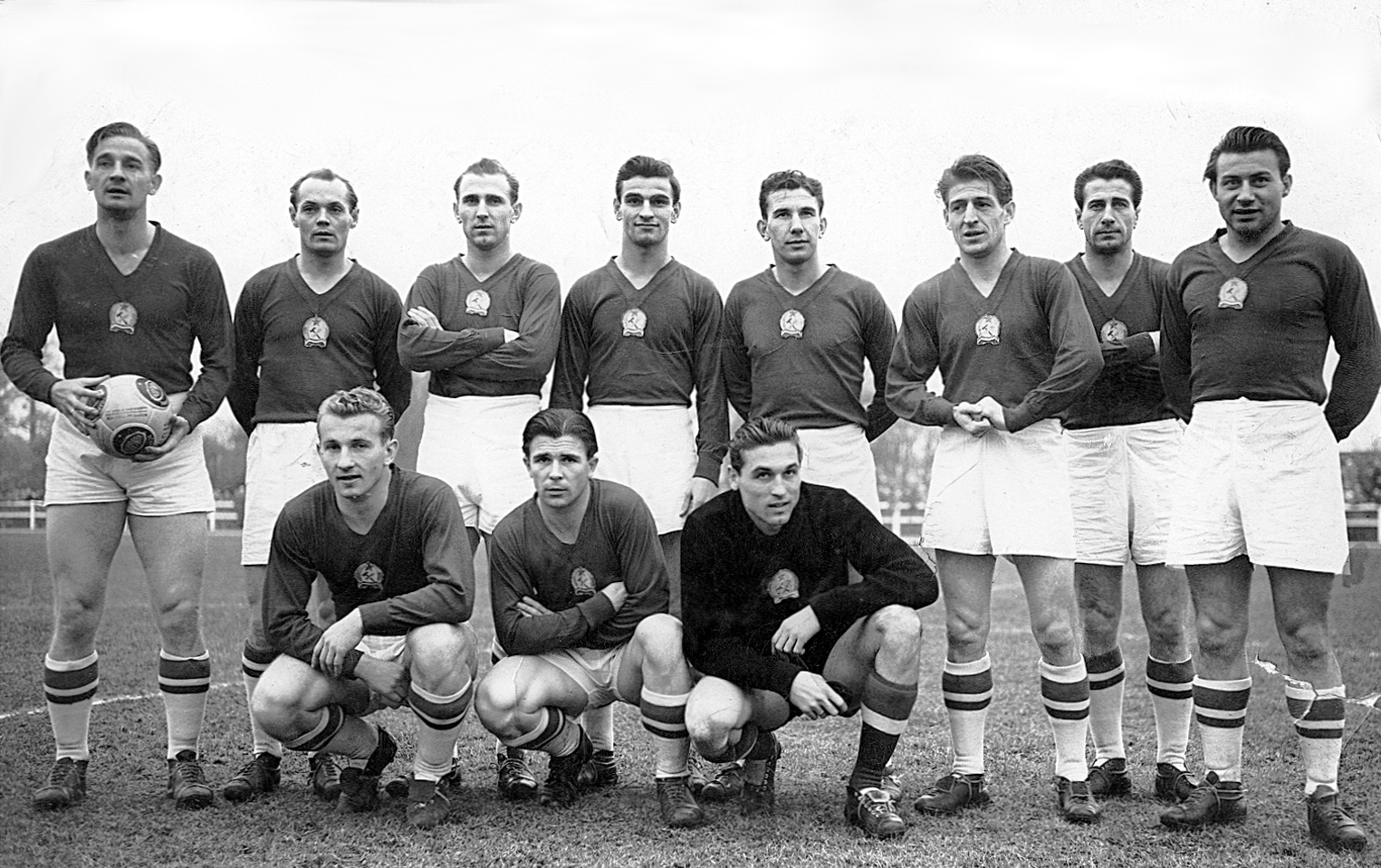
Echipa de Aur a Ungariei
rândul din față: Mihály Lantos, Ferenc Puskás, Gyula Grosics
rândul din spate: Gyula Lóránt, Jenő Buzánszky, Nándor Hidegkuti, Sándor Kocsis, József Zakariás, Zoltán Czibor, József Bozsik, László Budai.

Echipa de Aur (în maghiară: Aranycsapat) este denumirea Echipei naționale de fotbal a Ungariei, renumită pentru performanțele deosebite de la jumătatea secolului al XX-lea, în special la Campionatul Mondial de Fotbal 1954, la care a obținut locul secund.
Una din realizările notabile îl constituie scorul de 6:3 cu echipa Angliei, care nu mai fusese învinsă în propria țară până la acea dată.
Dezamăgirea față de pierderea Campionatului Mondial de Fotbal din 1954 a fost atât de mare, încât suporterii echipei au considerat că este vorba de o trădare sau de o conspirație și au trăit înfrângerea ca pe o adevărată tragedie națională.